# Pseudaltha atramentifera
Pseudaltha atramentifera är en fjärilsart som beskrevs av Erich Martin Hering 1931. Pseudaltha atramentifera ingår i släktet Pseudaltha och familjen snigelspinnare. Inga underarter finns listade i Catalogue of Life.